# Galaxie bleue pâle

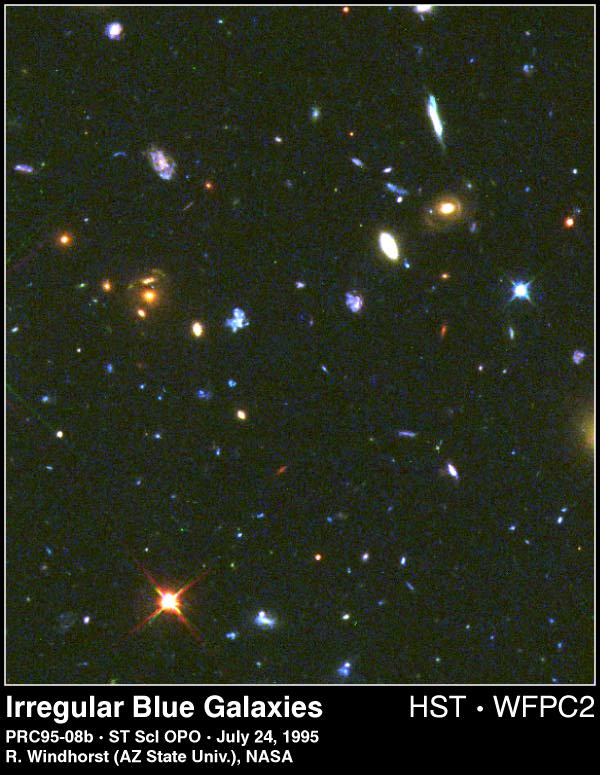
Image astronomique montrant une multitude de galaxies irrégulières bleues.

Une galaxie bleue pâle (en anglais : Faint Blue Galaxy, FBG) est un type de galaxies caractérisées par leur couleur bleue et leur magnitude bolométrique supérieure à 22. Ces galaxies ont posé un problème aux astronomes lorsqu'il est apparu dès 1978 qu'elles étaient plus abondantes que les théories cosmologiques ne le prédisaient alors,,.
Les galaxies peuvent sembler pâles parce qu'elles sont petites ou parce qu'elles sont éloignées. Cependant, aucune de ces explications, ni combinaison de ces explications, ne rendait compte des observations. Il a été montré depuis que la distribution des galaxies bleues pâles est en accord à la fois avec l'inflation cosmique, les mesures du fond diffus cosmologique et une valeur non nulle de la constante cosmologique, c'est-à-dire avec l'existence de l'hypothétique énergie sombre,. Cela irait donc dans le sens de l'observation de supernovas requérant de l'énergie sombre.
Un deuxième problème est apparu en 1988 lorsque des observations plus fines du ciel profond ont montré un bien plus grand excès en galaxies bleues pâles. Elles sont aujourd'hui interprétées comme des galaxies naines au sein desquelles se forment de grandes quantités d'étoiles, d'où leur teinte bleue résultant des jeunes étoiles massives qui s'y forment. Les galaxies bleues pâles sont donc en fait extrêmement brillantes compte tenu de leur taille et de leur distance.
La plupart de ces galaxies possèdent un décalage vers le rouge compris entre 0,5 et 2. On pense qu'elles disparaissent comme objets distincts en se fondant dans d'autres galaxies,.